# Det slutna rummet (film)
Det slutna rummet (nederländska: Beck – De gesloten kamer) är en nederländsk-belgisk film från 1993, regisserad av Jacob Bijl.

## Handling
En man som hittats skjuten i ett rum som är låst inifrån. Polisen utgår från att det handlar om ett självmord, men inget vapen hittas. Martin Beck får ta över utredningen.

## Rollista
- Jan Decleir - Martin Beck[3]
- Els Dottermans - Monita[3]
- Warre Borgmans - Waterman[3]
- Jakob Beks - Fisher[3]
- Geert de Jong - Roza Moreels[3]
- Josse De Pauw - Gilles[3]
- Sien Eggers - Ella[3]